# Sebastian Bach
Sebastian Philip Bierk (Freeport, 3 de Abril de 1968), mais conhecido como Sebastian Bach, é um vocalista de hard rock e heavy metal. Foi integrante de bandas como Herrenvolk, Kid Wikkid, Madam X, VO5 e Skid Row. Alcançou projeção internacional em sua participação pela última, cantando os maiores hits da banda, como "18 and Life", "I Remember You" e "Youth Gone Wild", tendo marcado seu nome na história do rock and roll desde então. Atualmente, segue carreira solo.
Sebastian Bach ficou também conhecido por representar o personagem Gil na aclamada série de televisão Gilmore Girls, onde ele esteve presente da 4ª até a 7ª temporada.
Sebastian nasceu nas Bahamas, mas cresceu em Ontário, no Canadá. Mudou o seu apelido para "Bach" para que fosse associado com o do compositor barroco Johann Sebastian Bach.
Filho de Liz Bierk e do pintor David Bierk (1944-2002), autor das capas dos álbuns Slave to the Grind, Bring'em Bach Alive e Angel Down. Entre os seus 7 irmãos destacam-se Zac Bierk, antigo jogador de hóquei sobre o gelo, e a atriz Dylan Bierk.
Foi casado com Maria Bierk, com quem tem três filhos, Paris (n. 1988), London (n.1994) e Sebastiana (n. 2007).
Ele e Maria se divorciaram em Abril de 2011.
Casou-se novamente em 2015 com a atriz e modelo Suzanne Le.

## Carreira
Bach foi convidado a participar do Skid Row em 1986 quando o guitarrista Dave Sabo ouviu ele cantando no casamento do produtor musical Mark Weiss. Sabo o enviou uma fita de vídeo da banda tocando, e Bach logo em seguida entrou para a banda. Depois de desfrutar de grande sucesso comercial como vocalista do Skid Row, Bach foi demitido em 1996 por causa da sua atitude e seu gênio forte que sempre serviram de crítica para a mídia.
Ele criou a Sebastian Bach and Friends (Sebastian Bach e Amigos, em inglês) depois de sair do Skid Row (banda que recebeu um novo vocalista, Johnny Solinger, e um novo baterista, Phil Varone). Mais tarde, Bach também participou de produções da Broadway como The Rocky Horror Show e Jekyll e Hyde.
Em 1990, Bach se apresentou com o Guns N' Roses e o Metallica no mesmo palco em uma festa patrocinada pela revista RIP Magazine, ele usou um nome improvisado para sua banda, The Gak.
Em outubro de 2002, ele foi convidado para se apresentar em uma turnê americana com a produção Jesus Christ Superstar onde assumiu o papel de Jesus. As apresentações foram de grande sucesso até abril de 2003, quando Bach foi demitido por estar exibindo um comportamento de estrelismo.
Ele possui um papel de coadjuvante no programa de televisão da Warner Bros, Gilmore Girls como Gil, o guitarrista da banda de Lane Kim.
Bach foi grandemente criticado por ter feito uma apresentação em 1989 usando uma camiseta com o slogan "Aids, kills fags dead" ("Aids, mata bichas") escrito nela, uma infeliz paródia a um slogan comercial de inseticida que dizia "Raid, kills bugs dead" ("Raid, mata insetos"). Desde essa data, Bach tem continuamente se desculpado e repetido a expressão "... aquilo foi realmente podre, realmente estúpido ...". Em entrevista para a revista Metal Hammer, o cantor pôde, enfim explicar como aquilo foi acontecer: "Eu não costumo aprofundar sobre isso, mas tenho visto tanta desinformação sobre o assunto que eu vou me explicar. Eu não usei porra de camiseta anti-gay nenhuma na coletiva de imprensa da MTV. Isso não é verdade. Eu usei essa camiseta uma vez na minha vida, em Irvine Meadows, na Califórnia, após a banda PANTERA ter aberto para nós. Quando terminamos, eu estava totalmente suado, então eu disse: "Me dê a porra de uma camiseta pra eu vestir". Gerri Miller, da revista Metal Edge estava lá e pediu uma foto de todos nós, então eu simplesmente peguei essa camisa horrorosa que algum fã tinha jogado no palco e coloquei. Todos sabemos que é a pior camiseta de todos os tempos, mas eu não estava fazendo nenhum tipo de campanha.".
Atualmente Bach está em carreira solo com seu mais novo CD intitulado "Angel Down" e apesar de ser considerado pela crítica a melhor obra que Bach fez não foi o mais vendido em sua carreira, Angel Down vendeu 100.000 cópias nada comparado com os mais de 20 milhões de cópias que os outros ábuns venderam. Bach ainda conta com Axl Rose, vocalista do Guns N' Roses, em 3 faixas do seu novo álbum, com os dois cantando juntos um cover de "Back in the Saddle" do Aerosmith e mais outras duas músicas intituladas "Stuck Inside" e "Love is a Bitchslap".
Com a saída de Scott Weiland do Velvet Revolver, Bach recebeu uma ligação de Slash para fazer alguns testes com a banda, mas Bach recusou a ideia e disse que prefere continuar com sua turne do Angel Down mas irá trabalhar em outro projeto com Slash.
Sebastian Bach também ajudou músicos do Korn a fazer a música/trilha sonora do filme Rainha dos Condenados, música de nome Forsaken , que é cantada pelo vocalista do Disturbed , sendo a letra de sua autoria
Em recente entrevista para o apresentador Casey Norman, do programa "The Rock Report", o ex-vocalista do Skid Row, Sebastian Bach, falou sobre a possibilidade de substituir o cantor Steven Tyler no Aerosmith, após o desentendimento do líder com o resto do grupo. No entanto, tal possibilidade foi negada depois que o Aerosmith anunciou uma nova turnê com Steve Tyler nos vocais.
Bach contou que há cerca de um ano, quando fez um cover da música "Back In The Saddle" (Aerosmith), o baterista Joey Kramer chegou a telefonar para ele, o parabenizando pela excelente versão. Na mesma conversa, Kramer teria falado ainda sobre uma possível formação de um "supergrupo" envolvendo os dois e mais dois músicos britânicos.
O ex-membro do Skid Row afirma que topou a proposta na hora, mas o projeto acabou não indo adiante. Após pensar um pouco, o músico termina sua declaração afirmando que pretende ligar para Joey, dando a entender que conversarão sobre o futuro do Aerosmith.
"...Joey só ligou para dizer como ele tinha gostado (da versão); que era incrível, que tínhamos feito um excelente trabalho, bem…Só agora posso dizer pois... não devia estar falando isto, mas Joey estava tentando montar uma espécie de supergrupo comigo e mais dois músicos britânicos, não quero dizer exatamente quem eram, para um projeto pessoal. Eu topei, isso foi há mais ou menos um ano, mas não rolou. Porém acho que depois dessa entrevista, vou ligar para o Joey (risos)".
Recentemente, em 2008, o cantor realizou todos os show de abertura da turnê Chinese Democracy da banda Guns N' Roses na América do Sul e Central.
O último CD de Sebastian Bach chama-se Kicking and Screaming, lançado em 2011.

## Discografia

### Albuns em estúdio
Com o Kid Wikkid
- 1984 - Kid Wikkid

Com o Skid Row
- 1989 - Skid Row
- 1991 - Slave to the Grind
- 1995 - Subhuman Race

Solo
- 2007 - Angel Down
- 2011 - Kicking & Screaming
- 2014 - Give 'Em Hell

### EP's
| Ano  | Título           |
| ---- | ---------------- |
| 1992 | B-Side Ourselves |
| 2009 | Finding My Way   |

### Albúns ao vivo
| Ano  | Título                  |
| ---- | ----------------------- |
| 1995 | Subhuman Beings on Tour |
| 1999 | Bring 'Em Bach Alive!   |
| 2013 | ABachalypse Now         |

### Compilações
| Ano  | Título                           |
| ---- | -------------------------------- |
| 1998 | 40 Seasons: The Best of Skid Row |
| 2001 | Bach 2: Basics                   |

### DVD's e VHS
| Ano  | Título                     |
| ---- | -------------------------- |
| 1990 | Oh Say Can You Scream      |
| 1992 | No Frills Video            |
| 1993 | Road Kill                  |
| 2004 | Forever Wild               |
| 2008 | Road Rage                  |
| 2011 | As Long As I Got The Music |
| 2013 | ABachalypse Now            |

## Discografia, vídeos e participações

### Participações especiais
- 1989 Skid Row - "Stairway To Heaven - Highway To Hell - The Make A Difference CD"
- 1989 Skid Row - "Moscow Music Peace Festival"
- 1990 Motley Crue - "Dr. Feelgood" ("Time For Change")
- 1990 Ace Frehley - "Trouble Walkin'" ("Trouble Walkin'" ,"Back To School", "Too Young To Die")
- 1992 Lenny Kravitz - "Give Peace A Chance"
- 1993 Ramones – backing vocal em Out of Time - Acid Eaters
- 1993 Gwar - "Skullhead Face" (vídeo)
- 1993 Gwar - "Skulhead Face" (DVD)
- 1993 Duff McKagan - "Believe In Me" ("Trouble")
- 1994 Vários - "Airheads" (vídeo - "Born to Raise Hell")
- 1994 Vários - "Airheads" (vídeo com legenda - "Born to Raise Hell")
- 1995 Skid Row - "18 & LIFE "
- 1995 Skid Row - "The Prophecy"
- 1996 Vários - "Spacewalk : A Tribute to Ace Frehley" ("Rock Bottom", "Take Me To The City" , "Save Your Love")
- 1996 Vários - "Working Man : A Tribute To Rush " ("Working Man " & "Jacob's Ladder")
- 1997 Ritchie Scarlett - "Wise Guy From New York" ("Sly Little Bitch")
- 1997 Vários - "Stairway To Heaven : A Tribute To Led Zeppelin" ("Communication Breakdown " e "Immigrant Song")
- 1998 Vários - "Thunderbolt : A Tribute To AC/DC " ("TNT" , "Little Lover ")
- 1998 Vários - "Forever Mod : A Tribute To Rod Stewart" (Tonight's The Night)
- 2000 Vários - "Iron Maiden Tribute : Slave To The Power" ("Children Of The Damned")
- 2000 Vários - "Randy Rhoads Tribute" ("I Don't Know", "Crazy Train", "Beleiver")
- 2001 Vários - "TWISTED FOREVER : A Tribute to TWISTED SISTER" ("You Can't Stop Rock'N'Roll")
- 2002 Vários - "The Dream's In You" (The Dream's In You)
- 2002 Anton Fig - "Figments" (Know Where You Go (with Ace Frehley))
- 2005 Sebastian Bach, Richard Greico, Angie Everheart - "Point Doom" (trilha sonora do filme DVD)
- 2005 Vários - "Subdivisions: A Tribute To The Music Of Rush" ("Lakeside Park" e "Tom Sawyer")
- 2005 Gilmore Girls - "Complete Fourth Season Box Set" (DVD)
- 2005 Micheal Schenker Group - "Heavy Hitters" ("I Don't Live Today")
- 2006 Guns N' Roses - "Rock Am Ring 2006" ("My Michelle")
- 2008 Guns N' Roses - "Chinese Democracy" ("Sorry")
- 2012 Asking Alexandria - "Through Sin and Self Destruction Short Film"
- 2012 Kiara Rocks - "Careless Whisper"
- 2012 T&N - "Alone Again"
- 2012 Rock Of Ages - & Nuno Bittencout - Figurante protestante
- 2012 Guns N `Roses - Chinese Democracy- Rock'N'roll
- 2014 Dada Life - Born to Rage - burros
- 2016 Guns N' Roses - "Not in This Lifetime Tour" ("My Michelle")